# Klausen-Leopoldsdorf
Klausen-Leopoldsdorf osztrák község Alsó-Ausztria Badeni járásában. 2022 januárjában 1705 lakosa volt. 

## Elhelyezkedése

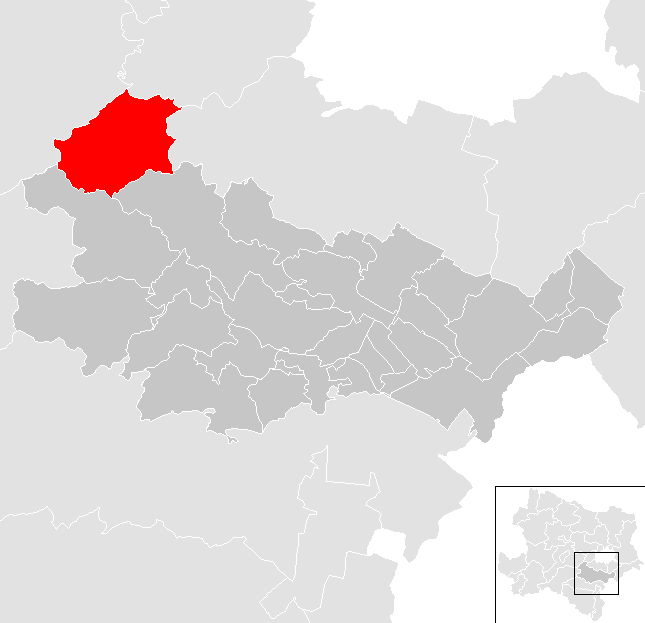
Klausen-Leopoldsdorf a Badeni járásban

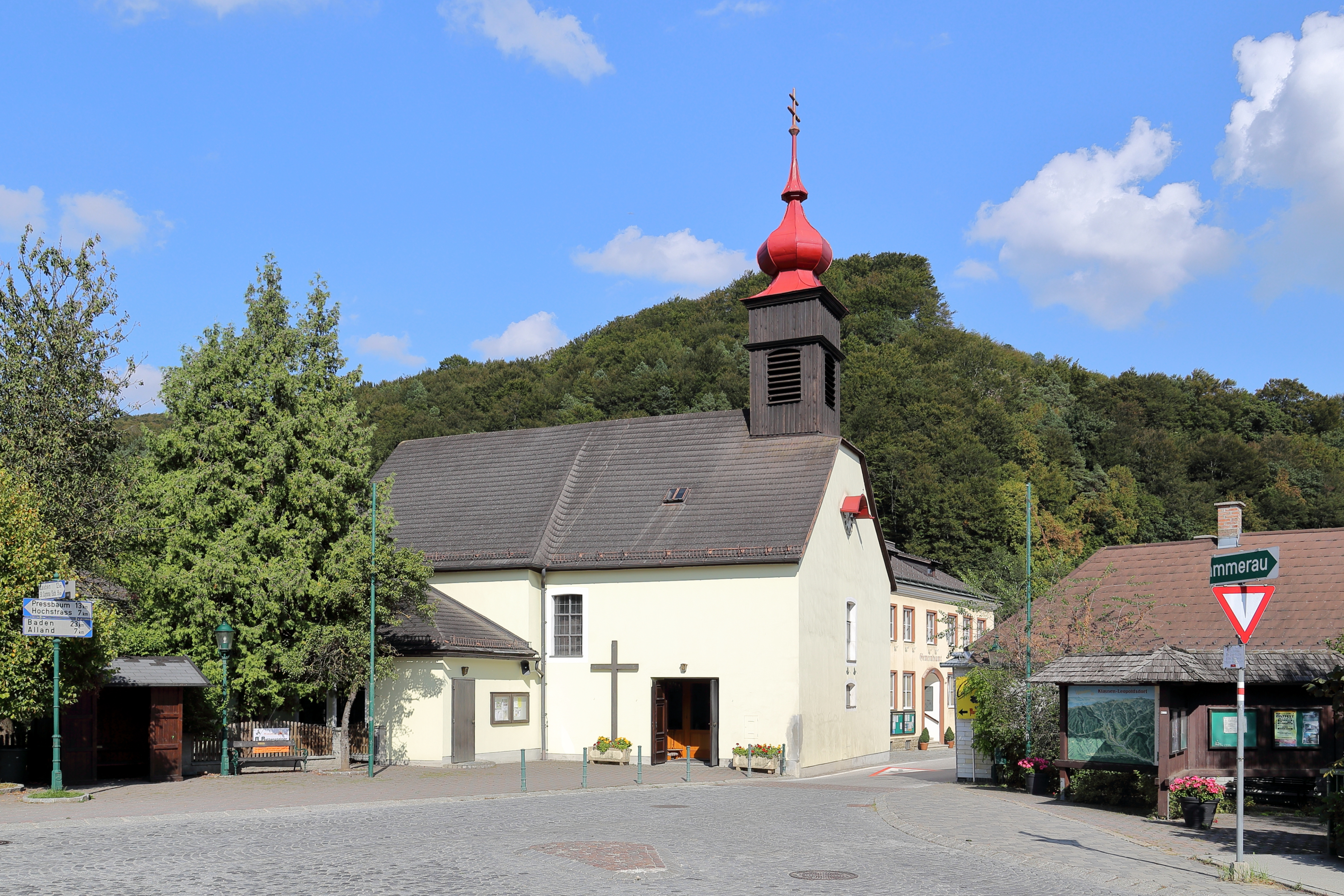
A Szt. Lipót-plébániatemplom

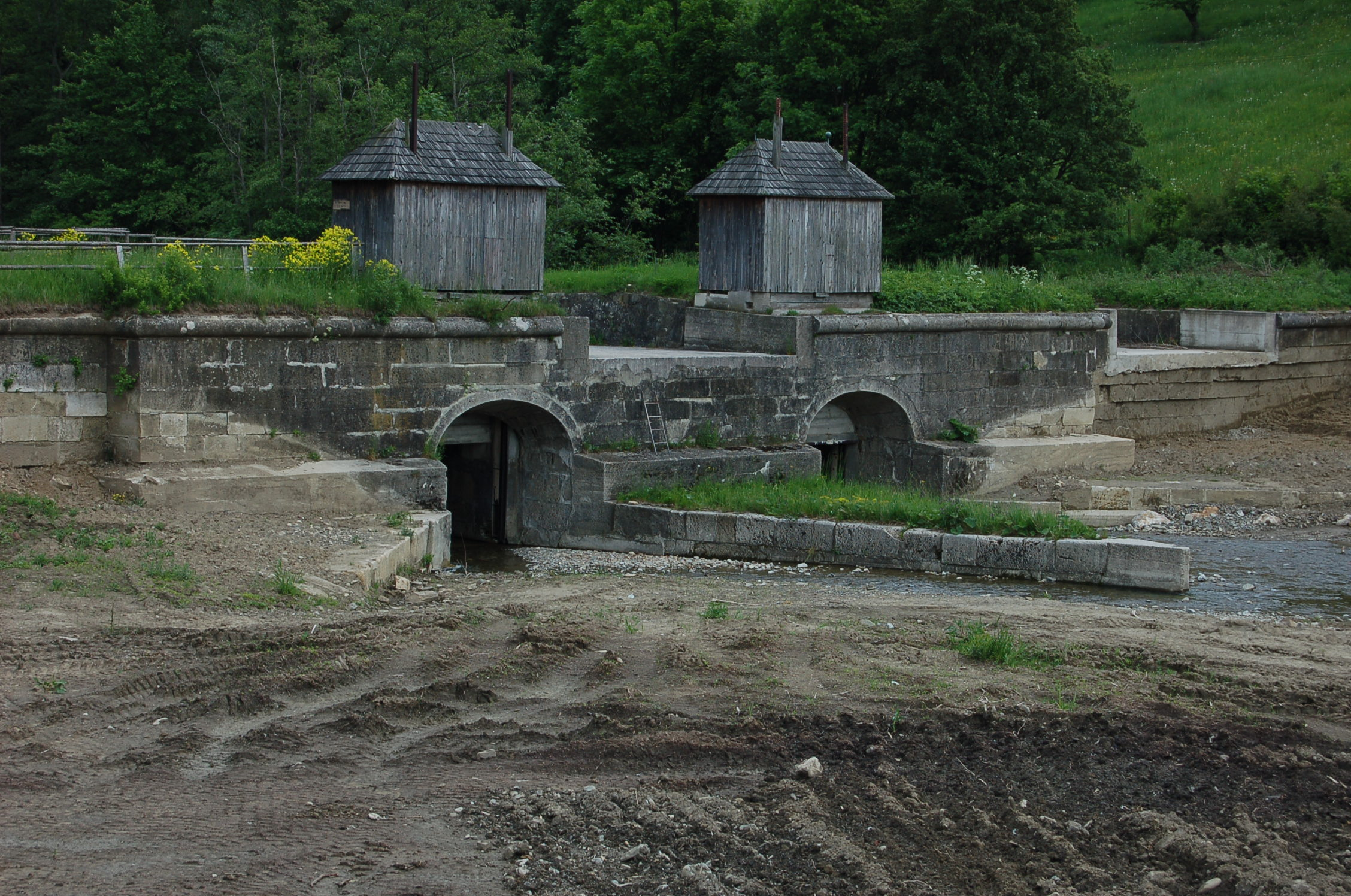
Az egykori faúsztató gátak

Klausen-Leopoldsdorf a tartomány Industrieviertel régiójában fekszik, a Bécsi-erdőben, a Schwechat folyó mentén. Területének 83,5%-a erdő, 11,5% áll mezőgazdasági művelés alatt. Az önkormányzat 20 települést és településrészt egyesít: Agsbach, Dörfl, Forsthof, Gaisrücken, Groß-Krottenbach, Hainbach, Hasenriegel, Hauptbach, Hochstraß, Klein-Krottenbach, Lammerau, Lengbachl, Mitterriegel, Ranzenbach, Schlottleiten, Obergrödl, Riesenbach, Schöpflgitter és Untergrödl. 
A környező önkormányzatok: délkeletre Alland, délnyugatra Altenmarkt an der Triesting, nyugatra Brand-Laaben, északnyugatra Altlengbach, északra Pressbaum, északkeletre Wolfsgraben, keletre Wienerwald.

## Története
A község legrégebbi része Forsthof, amelyet 1547-ben említenek először az anzbachi urbáriumban. A község a Bécsi-erdőben terül el, amely hercegi (majd császári) vadászterületnek számított. A 17. században felső-ausztriai, salzburgi, bajor és sváb favágókat telepítettek ide, 1667-ben pedig salzkammerguti ácsok keresztgátat (Klause) építettek a folyón az úsztatáshoz. A falu alapítójáról, I. Lipót császárról kapta a nevét.  1679-ben a lakosság nagy részét elvitte a pestis, helyükre Salzburgból és Tirolból költöztettek munkásokat. 
A favágók csak 1720-ban 100 ezer köbméternyi fát termeltek ki. A fagátat 1756-ban kőgátra cserélték. 1755-ben az addigi fakápolnát kőtemplommá építették át, amely 1767-ben plébániatemplomi rangot kapott. A 19. században az addigi tarvágást felváltotta az erdőgazdálkodás és -telepítés. Az utolsó faúsztatásra a Schwechat folyón 1939-ben került sor, 1963-ban pedig az úsztatási engedély lejárt, és a későbbiekben nem is újították meg. 

## Lakosság
A klausen-leopoldsdorfi önkormányzat területén 2022 januárjában 1705 fő élt. A lakosságszám 1991 óta gyarapodó tendenciát mutat. 2020-ban az ittlakók 93,9%-a volt osztrák állampolgár; a külföldiek közül 2,2% a régi (2004 előtti), 2% az új EU-tagállamokból érkezett. 1,4% az egykori Jugoszlávia (Szlovénia és Horvátország nélkül) vagy Törökország, 0,5% egyéb országok polgára volt. 2001-ben a lakosok 80,9%-a római katolikusnak, 2,6% evangélikusnak, 4,5% mohamedánnak, 10,8% pedig felekezeten kívülinek vallotta magát. Ugyanekkor egy magyar élt a községben; a legnagyobb nemzetiségi csoportokat a németek (93,6%) mellett a bosnyákok (1,5%), a horvátok (1,5%) és a szerbek (1%) alkották.
A népesség változása:

| 2016 | 1 646 |
| 2018 | 1 681 |

## Látnivalók
- a Szt. Lipót-plébániatemplom
- az egykori faúsztató gátak

## Fordítás
- Ez a szócikk részben vagy egészben  a   Klausen-Leopoldsdorf című német Wikipédia-szócikk ezen változatának fordításán alapul.  Az eredeti cikk szerkesztőit annak laptörténete sorolja fel. Ez a jelzés csupán a megfogalmazás eredetét és a szerzői jogokat jelzi, nem szolgál a cikkben szereplő információk forrásmegjelöléseként.